# Maurice Bouchor
Maurice Bouchor,  (París, 18 de noviembre de 1855 - 18 de enero de 1929) fue un poeta y dramaturgo francés. Hermano del pintor Joseph-Félix Bouchor, hizo algunas esculturas.

## Biografía
Es el autor de Chansons joyeuses (1874), Poèmes de l'amour et de la mer (1875), Le Faust moderne (en prosa y en verso, 1878) y Les Contes parisiens (en verso, 1880). En su Aurore (1883) mostró una tendencia al misticismo, que alcanzó su máxima expresión en Les Symboles  (1888, 1895), la más interesante de sus obras según la Enciclopedia Británica. 
Diseñó y fabricó personajes para teatro de títeres, las palabras  habladas o cantadas  eran dichas por él mismo o sus amigos. Estas piezas en miniatura sobre temas religiosos, Tobías (1889), Navidad (1890) y Santa Cecilia (1892), se representan en París en el Petit-Théâtre des Marionnettes de la galerie Vivienne. Una obra en verso, Conte de Noël,  se representó en la Comédie-Française en 1895. Con el músico Julian Tiersot, trabajó para la conservación de las canciones populares francesas y publicadas bajo el nombre  Chants populaires pour les écoles (1897) . 
Su obra poética sufre de haber sido utilizada como un catecismo de la educación laica, en la forma  de texto y la recitación. Sus poemas han sido musicalizados por el compositor Ernest Chausson. 